# Frederik Otto von Rappe
Frederik Otto von Rappe (3. oktober 1679 på Frederikshald – 2. december 1758 i København) var en dansk officer og overpræsident i København.
Han var en søn af oberst Joachim Caspar von Rappe, der var født i Mecklenburg og døde 1699 som kommandant på Frederikssten; moderen var af slægten Winterfeldt. Sønnen fødtes på Frederikshald 3. oktober 1679, blev 1699 fændrik ved smålenske Infanteriregiment, hvor han 1700 avancerede til løjtnant (fra 1704 kaldet premierløjtnant) og 1709 til kaptajn. 1717 blev han major og aide-de-camp hos general, baron Erhard Wedel-Jarlsberg, forsattes i november samme år med oberstløjtnants titel til akershusiske nationale Infanteriregiment, blev, da regimentet deltes i 1718, virkelig oberstløjtnant ved 2. akershusiske Regiment og deltog samme år i krigen nordenfjelds under det Armfeltske indfald. 1728 blev han oberst og chef for 1. (vestre) akershusiske Infanteriregiment og forflyttedes 1732 i samme egenskab til det gevorbne Regiment. 1735 blev han generalmajor, 1736 kommissær ved grænsereguleringen, 1740 Ridder af Dannebrog og samme år stiftamtmand i Akershus Stift og amtmand i Akershus Amt. 1747 fik han titel af gehejmeråd og 1752 af generalløjtnant (med anciennitet fra 1747).
1750 udnævntes han til overpræsident i København, i hvilken egenskab han tillige var
overdirektør ved Det Kongelige Teater, hvor dog hans virksomhed synes at have været af meget tvivlsom nytte. Allerede 1754 måtte han på grund af sygelighed tage afsked og døde i København
2. december 1758. Han havde 1752 erholdt Ordenen de l'union parfaite, men trods alle disse embeds- og æresposter var samtidens dom om ham lidet gunstig; stiftsprovst Holmboe i Christiania sammenfatter den ved hans død således: «Han var yndet af faa, mens han levede, begrædt af ingen, da han døde, saa han ved sin Død gjorde Verden den største Tjeneste, han nogen Tid har gjort. 3 Stene i Blæren.»
Han blev i Christiania 16. juni 1728 gift med den aldrende, men rige Dorothea Gjords (døbt i Christiania 4. marts 1686, død sammesteds 16. maj 1742), datter af justitsråd Gjord Andersen. Hun havde som ugift 1728 skænket 400 Rdl. til Savbankens Fattighus i Christiania.